# Get Yer Ya-Ya's Out!
Albums de The Rolling Stones
Let It Bleed
(1969) Sticky Fingers
(1971)
Singles
1. Little Queenie / Love in Vain
Sortie : mars 1971

Get Yer Ya-Ya's Out! The Rolling Stones in Concert est un album enregistré en public du groupe de rock anglais The Rolling Stones, sorti en 1970. Il est leur deuxième album en public (après Got Live If You Want It! en 1965), leur 11e disque britannique et leur 15e américain.

## Histoire
Cet album, censé retracer la tournée américaine de novembre 1969, devait à l'origine être un double album et contenir des morceaux de B. B. King ainsi que de Ike et Tina Turner, qui firent leurs premières parties sur la tournée. Cette idée ne plaisant finalement pas à la maison de disques Decca, les Stones durent se contenter d'un album simple. L'album fut enregistré lors des concerts au Civic Center de Baltimore (26 novembre) et au Madison Square Garden de New York (27 et 28 novembre).
Le pochette représente au recto Charlie Watts et un âne portant des instruments de musique. Cette photo, à l'origine prise par Michael Berkofsky le 8 février 1970, dut être refaite après le refus de la maison de disques : la photo de la couverture définitive fut prise par David Bailey le 7 juin.
Le titre Get Yer Ya-Ya's Out! provient des paroles d'une chanson enregistrée par le bluesman Blind Boy Fuller le 29 octobre 1938 intitulée Get Your Yas Yas Out. Dans celle-ci les paroles était « Now you got to leave my house this morning, don't I'll throw your yas yas out o' door » et « yas yas » se référait au postérieur,.
Une autre interprétation peut être donnée; Ya-Ya est un mot d'argot pour Wallet, désignant le portefeuille. Ce disque étant une réponse à un album bootleg, l'invitation à sortir son portefeuille pour l'acquérir est plausible également.

## Contenu
Peu retouché (contrairement au précédent album live des Stones), Get Yer Ya-Ya's Out! est aujourd'hui considéré comme un des meilleurs albums live jamais enregistrés. Il contient beaucoup de « classiques » des Stones, comme Jumpin' Jack Flash, Sympathy for the Devil, Honky Tonk Women ou encore Street Fighting Man, sur lesquels l'osmose entre les deux guitares de Keith Richards et Mick Taylor est remarquable. À noter la présence de Carol, vieux morceau de rock 'n' roll écrit par Chuck Berry, qui fut enregistré par les Stones sur leur premier album (1964), et qui « n'avait jamais été aussi bonne que sur scène en 1969 », selon Bill Wyman dans Rolling with the Stones (2002). Elle comporte deux reprises inédites : Little Queenie de Chuck Berry et You Gotta Move de Fred McDowell (cette dernière, dont la version studio apparaitra sur l'album Sticky Fingers l'année suivante, n'est disponible que sur la réédition de l'album en 2010).
L'historique solo de Sympathy for the Devil joué successivement par Keith Richards et Mick Taylor demeure l'un des moments forts de cet album. Très peu retouchée, la chanson Midnight Rambler est également selon beaucoup l'une de ses meilleures interprétations en live.
Une version de luxe novembre 2009 contient 3 cd reprenant le disque original, 5 titres bonus enregistrés au Madison Square Garden et les prestations de Ike et Tina Turner, de BB King. Cette édition contient également un DVD et un livre de 56 pages.

## Revue de presse
- « Les Stones ont gagné. Ils ont peut-être modifié la façon de penser de toute une génération. », Record Mirror du 5 septembre 1970.
- « Dans cent ans, quand les chercheurs commenceront à se pencher sur le phénomène pop, je me demande s'ils comprendront pourquoi les Rolling Stones étaient une légende à leur époque. », Tribute Magazine.
- « Personne n'a joué un rock'n'roll aussi pur et dur que les Rolling Stones. », Los Angeles Tribune.
- « Le meilleur concert rock jamais enregistré. », Lester Bangs, critique américain

## Liste des titres

### Album original
Toutes les chansons sont de Mick Jagger et Keith Richards, sauf indications contraires.
Face 1
| No | Titre              | Auteur         | Durée |
| -- | ------------------ | -------------- | ----- |
| 1. | Jumpin' Jack Flash |                | 4:02  |
| 2. | Carol              | Chuck Berry    | 3:47  |
| 3. | Stray Cat Blues    |                | 3:41  |
| 4. | Love in Vain       | Robert Johnson | 4:57  |
| 5. | Midnight Rambler   |                | 9:05  |

Face 2
| No  | Titre                  | Auteur      | Durée |
| --- | ---------------------- | ----------- | ----- |
| 6.  | Sympathy for the Devil |             | 6:52  |
| 7.  | Live with Me           |             | 3:03  |
| 8.  | Little Queenie         | Chuck Berry | 4:33  |
| 9.  | Honky Tonk Women       |             | 3:35  |
| 10. | Street Fighting Man    |             | 4:03  |

### 40th Anniversary Deluxe Box
Cd 1 - album original
1. Jumpin' Jack Flash – 4:03
2. Carol – 3:46
3. Stray Cat Blues – 3:47
4. Love in Vain – 4:56
5. Midnight Rambler – 9:04
6. Sympathy for the Devil – 6:51
7. Live With Me – 3:02
8. Little Queenie – 4:33
9. Honky Tonk Women – 3:34
10. Street Fighting Man – 4:04

Cd 2 - titres bonus inédits
| No | Titre                         | Auteur                             | Durée |
| -- | ----------------------------- | ---------------------------------- | ----- |
| 1. | Prodigal Son                  | Robert Wilkins                     | 4:04  |
| 2. | You Gotta Move                | Fred McDowell, Reverend Gary Davis | 2:18  |
| 3. | Under My Thumb                |                                    | 3:38  |
| 4. | I'm Free                      |                                    | 2:47  |
| 5. | (I Can't Get No) Satisfaction |                                    | 5:38  |

Cd 3 - Première parties
- Titres 1 à 5 - B.B. King

1. Everyday I Have the Blues – 2:27
2. How Blue Can You Get – 5:30
3. That's Wrong Little Mama – 4:11
4. Why I Sing The Blues – 5:16
5. Please Accept My Love – 4:52

- Titres 6 à 12 - Ike & Tina Turner

1. Gimme Some Lovin' – 0:49
2. Sweet Soul Music – 1:16
3. Son of a Preacher Man – 2:49
4. Proud Mary – 3:07
5. I've Been Loving You Too Long – 5:40
6. Come Together – 3:36
7. Land of a Thousand Dances – 2:40

DVD bonus (2.0 & 5.1)
1. Introduction (Madison Square Garden)
2. Prodigal Son – 2:40
3. You Gotta Move – 1:58
4. Photo shoot (of album cover) – 3:30
5. Keith in studio – 1:40
6. Under My Thumb / I'm Free / Backstage with Jimi Hendrix – 6:09
7. (I Can't Get No) Satisfaction / Outside waiting for transport – 10:45

## Musiciens
The Rolling Stones
- Mick Jagger - chant, harmonica
- Keith Richards - guitare, chœurs
- Mick Taylor - guitare
- Bill Wyman - basse
- Charlie Watts - batterie

avec
- Ian Stewart - piano

## Charts et certifications
Charts album
| Pays        | Durée du classement | Meilleur classement | Date              |
| ----------- | ------------------- | ------------------- | ----------------- |
| Allemagne   | 4 semaines          | 6e                  | 9 novembre 1970   |
| Australie   | 13 semaines         | 2e                  | 5 décembre 1970   |
| Canada      | 21 semaines         | 3e                  | 21 novembre 1970  |
| États-Unis  | 23 semaines         | 6e                  | 24 octobre 1970   |
| France      | 24 semaines         | 11e                 | 14 octobre 1970   |
| Norvège     | 13 semaines         | 3e                  | 20 septembre 1970 |
| Pays-Bas    | 10 semaines         | 2e                  | 3 octobre 1970    |
| Royaume-Uni | 16 semaines         | 1er                 | 19 septembre 1970 |

Certifications
| Pays        | Certification | Ventes      | Date            |
| ----------- | ------------- | ----------- | --------------- |
| Canada      | Or            | 50 000 +    | 18 avril 1970   |
| États-Unis  | Platine       | 1 000 000 + | 20 octobre 1989 |
| Royaume-Uni | Argent        | 60 000 +    | 3 juin 2016     |